# 정읍 단층

한반도의 단층

정읍 단층은 한국 호남 지방에 있는 단층이다. 단층의 연장은 약 80∼100km 정도로 추산되나 아직 조사된 바 없으므로 확실하지 않다.

## 개요
- 구간：전북특별자치도 정읍시~고창군 고창읍[1]
- 지질 지역：옥천 습곡대 남서부
- 주향[2]：북북동-남남서
- 형성 시기 : 우수향의 동-서 영광전단대가 북북동 주향의 정읍전단대를 간섭한 것으로 보아 최초 형성시기는 쥬라기 이전으로 고려된다.[1]

### 지질도폭에서의 보고
한국지질자원연구원에서 2013년 발간한 정읍 지질도폭에서는 다음과 같이 기술하였다.
조사지역에서 분포하는 단층은 백악기 이후에 형성된 취성단층으로 판단되며, 정읍도폭의 중서부에 위치하고 북북동방향으로 도폭지역을 가로지르면서 쥬라기 화강암류와 백악기 화산암류의 분포를 제한하는 추정 단층(inferred fault line)이다. 이 단층은 정읍도폭의 북쪽 인접 김제도폭(김유봉 외, 2012)에서 연장되는 단층이지만 단층의 성격과 단층명에 대한 자세한 기술은 없다. 정읍도폭 지역에서 북북동 방향의 정읍천을 따라 발달하는 충적지대를 경계로 동측은 쥬라기의 복운모화강암이 분포하고 서측은 쥬라기의 백운모-흑운모화강암이 분포하며, 도폭 남서부에서는 쥬라기 엽리상 각섬석-흑운모화강암과백악기 내장사화산암류가 이 선의 동측에만 분포하고 서쪽으로 연장되지 않는다. 이와 같이 암상의 분포가 이 가상선을 따라 제한되는 것으로 볼 때 단층의 존재를 추측해 볼 수 있지만 단층 파쇄대와 같은 단층의 직접적인 증거를 보여주는 노두는 없어 이 단층을 추정단층으로 표시하였다.— 정읍도폭 지질조사보고서 (2013, 한국지질자원연구원)

## 같이 보기
- 한국의 단층
- 전주 단층